# Pete Smith (Filmproduzent)

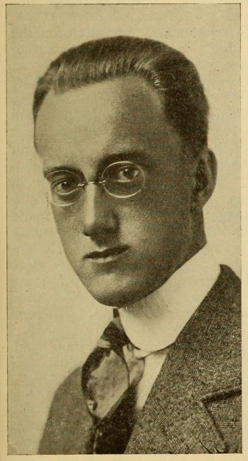
Pete Smith (1918)

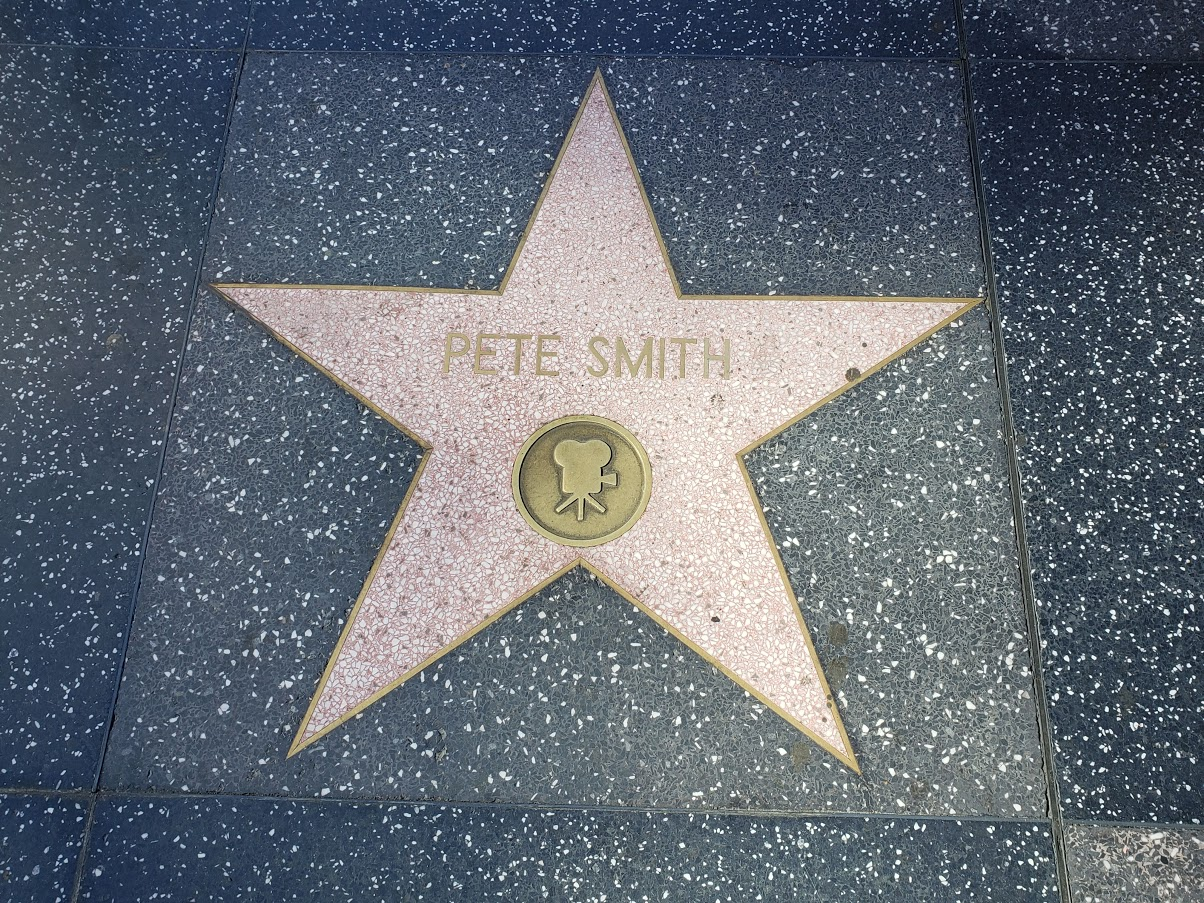
Pete Smiths Stern auf dem Hollywood Walk of Fame

Pete Smith (eigentlich Peter Schmidt, * 4. September 1892 in New York City, New York; † 12. Januar 1979 in Santa Monica, Kalifornien) war ein US-amerikanischer Filmproduzent, der durch seine „Specialties“, humorvolle dokumentarische Kurzfilme, bekannt wurde.

## Leben
Nach dem Abschluss einer Wirtschaftsschule arbeitete Pete Smith zunächst als Assistent einer Vaudeville-Gewerkschaft, später als Redakteur einer Branchenzeitschrift und dann als Presseagent verschiedener Schauspieler. Noch zur Stummfilmzeit begann er, für die Produktionsgesellschaft Famous Players-Lasky die Publicity-Abteilung zu leiten. Der Regisseur Marshall Neilan engagierte ihn für sein eigenes Studio. Smith siedelte dafür nach Hollywood über.
Als Neilans Gesellschaft geschlossen wurde, arbeitete Smith für kurze Zeit freiberuflich. 1925 engagierte ihn Metro-Goldwyn-Mayer als Direktor der Publicity-Abteilung. Diese Position behielt er bis 1930. 1931 begann Smith damit, eine Serie von Kurzfilmen zu produzieren, durch die er auch in der Öffentlichkeit Bekanntheit erlangte. Die Serie, Pete Smith Specialties, war eine Folge von Kurzfilmen verschiedener Genres, die von Smith selber humorvoll moderiert wurden. Bis 1954 produzierte Smith über 150 dieser Kurzfilme. 16 von ihnen wurden für den Oscar nominiert, zwei Mal konnte Smith den Oscar entgegennehmen. Es gab kein einheitliches Thema, Smith berichtete in seinen Specialties über alle möglichen Themen, von den neuesten wissenschaftlichen und technischen Errungenschaften bis hin zur Beschreibung von alltäglichen Problemen.
Pete Smith zog sich 1954 aus dem Filmgeschäft zurück. Er hatte genug Kurzfilme produziert, dass bis 1955 Premieren stattfanden. Smith lebte in Santa Monica im Ruhestand. Mit seiner Gesundheit stand es in seine letzten Lebensjahren nicht zum Besten. Er musste viel Zeit in Krankenhäusern verbringen. 1979 hatte sich sein Zustand derart verschlechtert, dass er sich am 12. Januar vom Dach eines Krankenhauses stürzte.
Er hinterließ seine zweite Frau Anne und einen Sohn aus seiner ersten Ehe.
Pete Smith hat einen Stern auf dem Hollywood Walk of Fame bei der Adresse 1625 Vine Street.

## Auszeichnungen

### Oscargewinne
- 1938 für Penny Wisdom
- 1941 für Quicker’n a Wink
- 1954 Ehrenoscar (für seine geistreichen und scharfen Betrachtungen der amerikanischen Szene in seiner Serie Pete Smith Specialties)

### Oscarnominierungen
- 1934 für Menu
- 1935 für Strikes and Spares
- 1936 für Audioscopiks
- 1937 für Wanted – A Master
- 1938 für Romance of Radium
- 1942 für Army Champions
- 1943 für Marines in the Making
- 1944 für Seeing Hands
- 1945 für Movie Pests
- 1947 für Sure Cures
- 1948 für Now You See It
- 1949 für You Can’t Win
- 1950 für Water Trix
- 1951 für Wrong Way Butch